# Moodle
Moodle是開源及自由的電子學習軟件平台，亦稱為課程管理系統、學習管理系統或虛擬學習環境。其用戶群體很有分量：根據其2010年1月的統計，現時有45,721個已註冊及查核的網站，為3200萬位用戶提供約300萬個課程。
為線上學習系統，為全世界有150餘國70種語言所使用，其特色異於其他商業線上教學平臺，屬於開放原始碼的類別。創建者為馬丁·多基馬（Martin Dougiamas）。

## 名稱來源
Moodle 的名字源於英文簡寫，即模組化物件導向動態學習環境，儘管其最初名稱裡，開首的"M"字本來是創建者馬丁·多基馬（Martin Dougiamas）的名字的第一個字母。

## 其他類似平台
- ANGEL LMS
- ATutor
- Blackboard
- Claroline
- Desire2Learn
- Dokeos
- eFront
- ILIAS
- OLAT
- Sakai
- WebCT
- WMPro

## 參看
- 學習管理系統
- 線上學習社群

## 外部連結

### 官方Moodle資源
- Moodle.org（页面存档备份，存于）
- （英文） 如何安裝Moodle（页面存档备份，存于）
- Moodle的所有志願翻譯者（页面存档备份，存于）
- Moodle Partners（页面存档备份，存于） private companies affiliated with Moodle
- Demo, comparisons with other e-Learning solutions and video tutorials（页面存档备份，存于）

### 非官方Moodle資源
- Moodle中文加油站（Moodle Support in Taiwan）—Moodle的正體中文化、教育訓練課程、教學研究與技術支援服務。
- 易魔灯（Easymoodle）—Moodle简体中文化网站、致力于Moodle主程序及其插件模块的简体中文化，并提供Windows平台下的一体化安装使用程序EasyMoodle。
- 魔灯中国（CMOODLE）（页面存档备份，存于）—Moodle简体中文体验平台。
- 爱班moodle-Moodle简体校内平台。
- The Hungarian Moodle Community（页面存档备份，存于）
- Free Moodle Hosting（页面存档备份，存于）

### 報告及文章
- Article explaining Moodle for beginning users. Published on techsoup.org
- Blackboard vs. Moodle. A Comparison of Satisfaction with Online Teaching and Learning Tools
- Blackboard Online System to be Replaced -New System Moodle More Effective
- Bob McDonald "E-Learning at Cranbrook: Up Close and Personal" (2004) Cranbrook Schools
- Graf S., List, B. (2005) An Evaluation of Open Source E-Learning Platforms Stressing Adaptation Issues - an evaluation of 9 open source E-Learning Platforms.